# 沈惟炳
沈惟炳（1581年—1648年），字斗仲，别號炎洲，湖廣德安府孝感縣人。明末清初政治人物。

## 生平
萬曆三十四年（1606年）丙午科举人，四十四年（1616年）丙辰科進士。授直隸香河縣知縣，任內修《香河縣志》。天啓二年（1622年）轉刑科給事中，上疏劾魏忠贤，废立枷之法。以序转吏科右给事。天启甲子（1624年）冬，又以争掌垣魏大中、选郎夏嘉遇等不应降级。疏入，忠贤怒，夜半下中旨降一级，调外任。明年（1626年），御史梁梦环弹劾惟炳，党邪害正，削籍，夺诰命。崇禎改元，起補刑科右給事中，八月改工科左給事中，十一月升吏科都給事中。崇禎二年（1629年）四月，升任太常寺少卿。十五年（1642年），自工部右侍郎转左。调吏部左侍郎。三月为通政使。
崇禎十七年（1644年），任吏部左侍郎。李自成破京師，被執。李自成敗走後，降清，仍任吏部左侍郎，掌部事。屡乞骸骨不允。顺治二年（1645年），得谢归家。五年戊子（1648年）九月卒。有子沈宜、沈寅、沈宽。

## 著作
香河縣舊無縣志。沈惟炳上任知县後，以前任知縣沈万钶所辑县志稿为底本，参证府志及邻县志書，广征杂记，修撰成书，共十一卷。万历四十八年（1620年）刊刻。

## 家族
曾祖沈秀。本生祖父沈才。祖父沈三讓。本生父沈岱。